# Бад-Орб
Бад-Орб (нем. Bad Orb) — город в Германии, в земле Гессен. Подчинён административному округу Дармштадт. Входит в состав района Майн-Кинциг.  Население составляет 10172 человек (на 31 декабря 2019 года). Занимает площадь 47,78 км². Официальный код — 06 4 35 001.